# قشر اوربیتوفرونتال
قشر اوربیتوفرونتال (به انگلیسی: Orbitofrontal cortex) یا ساده شده OFC, قسمتی از قشر پیش پیشانی مغز است که پروسه ذهنی تصمیم گیری را هدایت می‌کند و در پیش‌بینی نتایج تصمیمات گرفته شده و تطبیق رفتار با پیامد آن نقش ایفا می‌کند. در نخستی سانان نواحی ۱۱، ۱۲ و ۱۳ برودمن و در انسان نواحی برودمن ۱۱، ۱۰ و ۴۷ را به خود اختصاص میدهد.

## عملکرد
این ناحیه در درک پاداش و تنبیه نقش ایفا می‌کند و مارا راهنمایی می‌کند تا رفتار خود را با نتایج گرفته شده بر اساس رفتارمان تطبیق بدهیم. برخی پژوهش ها نشان می‌دهد اوربیتوفرونتال در شکل گیری اخلاق و ارزش هایمان نقش داشته و در مجرمان خشن مبتلا به سایکوپاتی که همدلی کمتری دارند اندازه این قسمت مغز کوچکتر از افراد عادی جامعه میباشد.آسیب به این ناحیه مغزی موجب بروز رفتار بچه گانه و نامناسب اجتماعی (گرفتن چیزهایی که از دیگران می‌خواهند بدون اجازه آنها، بی مسئولیتی و رعایت نکردن صف اجتماعی) میشود. این افراد به سختی پیامد کارهایشان را پیش بینی می‌کنند و قضاوت ضعیفی دارند و از اشتباهات خود یاد نمی‌گیرند.

## اهمیت بالینی
وسواس اجباری
کورتکس اوربیتوفرونتال نقش ‌مهمی در نشان دادن میزان ارزش پاداش مرتبط با محرک و رفتار دارد. بنابراین اختلال در این ناحیه مغز می‌تواند باعث موازی شدن اشتباه برخی رفتار با دریافت پاداش می‌شود (مثال دست شستن) و این موضوع انعطاف پذیری ادراکی-ذهنی را کاهش داده که شخص احساس اجبار و اضطراب شدید برای انجام کار وسواسی خود می‌کند. این جفت شدن عمل همراه با پاداش ممکن است تقویت شده و جلوگیری از آن اجتناب ناپذیر می‌شود. در نتیجه این موازی شدن رفتار اجباری با پاداش و همچنین ناتوانی سایر نواحی لوب پیشانی برای مهار رفتار غیر عادی ایجاد شده توسط عقده های قاعده‌ای، این رفتار اجباری بارها و بارها تکرار میگردد. این جنبه های OCD  ویژگی های مشترک با اعتیاد دارد.